# Jacob Pynas

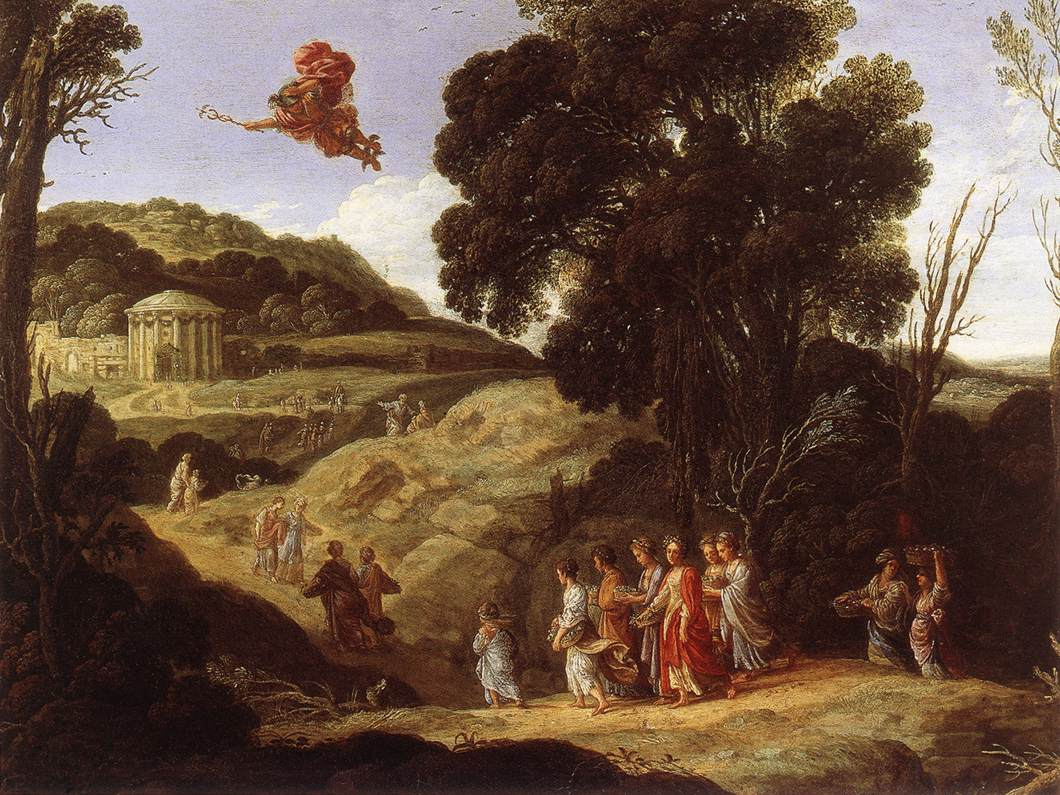
Paisaje con Mercurio y Herse, óleo sobre cobre, 21 x 27,8 cm, Florencia, Galleria degli Uffizi. Con antigua inscripción que lo atribuye a Paul Bril, parece inspirado en un paisaje de este con figura de Adam Elsheimer.

Jacob Pynas (Haarlem, 1592/1593-Delft, después de 1650) fue un pintor barroco holandés especializado en la pintura de paisajes boscosos con algunos elementos de arquitecturas clásicas y figuras formando escenas mitológicas o bíblicas, normalmente de pequeño formato.
Pocos datos se conocen con seguridad de su biografía. Hijo de Symon Jansz. Pynas y hermano menor de Jan Pynas, debió de nacer en Haarlem hacia 1592/1593, aunque otras fuentes lo hacen nacer en Ámsterdam. Es posible que en 1617 viajase a Italia acompañando a su hermano Jan, diez años mayor y seguidor de Adam Elsheimer en Roma, donde había residido ya en 1605. El viaje italiano de Jacob, sin embargo, se ha puesto en duda y es posible que se limitase a tomar de su hermano y quizá maestro los motivos romanos que aparecen en sus pinturas. En 1622 se encontraba en La Haya y de 1632 a 1639 aparece mencionado en los registros del gremio de San Lucas de Delft. Es posible que volviese luego a Ámsterdam y murió allí o en Delft después de 1650. Fue discípulo suyo Bartholomeus Breenbergh.